# Малашек
Малашек (пол. Małaszek) — село в Польщі, у гміні Длуґосьодло Вишковського повіту Мазовецького воєводства.
Населення — 72 особи (2011).
У 1975-1998 роках село належало до Остроленцького воєводства.

## Демографія
Демографічна структура станом на 31 березня 2011 року:
|          | Загалом | Допрацездатний вік | Працездатний вік | Постпрацездатний вік |
| -------- | ------- | ------------------ | ---------------- | -------------------- |
| Чоловіки | 33      | 5                  | 24               | 4                    |
| Жінки    | 39      | 11                 | 16               | 12                   |
| Разом    | 72      | 16                 | 40               | 16                   |